# Ducat de Borgonya
El Ducat de Borgonya (877 – 1477) va ser un dels estats més importants de França durant l'edat mitjana arribant a comprendre l'actual regió francesa de Borgonya, així com les Disset Províncies dels Països Baixos. El feu del duc de Borgonya es corresponia aproximadament amb la regió francesa de Borgonya. Gràcies a la seva riquesa i vast territori, el ducat va ser tant econòmicament com política molt important. Tècnicament eren vassalls del rei de França, però els ducs de Borgonya van saber mantenir una política pròpia.

## Història
El Ducat de Borgonya té els seus orígens en una petita porció dels tradicionals territoris ocupats pels burgundis a la vora del riu Saona i que posteriorment donaria pas al Regne de Borgonya sota el domini del Regne Franc. El nom de Provença que de vegades se li dona, deriva de la provincia romana (Narbonense i Viennense) però no està ben donat al regne, ja que a la seva fundació, la Provença marítima no en feia part.

Repartiment de l'imperi segons el Tractat de Verdun de 843. La part de color morada corresponia a Lotari I

El tractat de Verdun del 843, que va significar la dissolució del gran imperi de Carlemany posant final a la guerra civil franca va deixar la Borgonya en la part que va correspondre a l'emperador Lotari I.

### Repartiment de l'Imperi

Repartiment de l'imperi segons el Tractat de Prüm de 855. La part de color morada corresponia a Lotari II i la carbassa a Carles de Provença

Lotari, en abdicar en 855 va repartir el regne entre els seus tres fills en el tractat de Prüm, pel què Lotari II va rebre Lotaríngia, Lluís II el Jove, va rebre Itàlia i el títol imperial; i Carles de Provença va rebre el Regne de la Baixa Borgonya o regne de Provença i la Borgonya Transjurana. A la mort de Carles en 863 Lotari només va obtenir la sobirania de la Borgonya Cisjurana al nord, el ducat de Lió amb el Viennois, el Vivarès i Uzès, amb el suport de Girard del Roselló mentre la Provença va passar a Lluís.

L'imperi carolingi en 876

Lluís II d'Itàlia va morir el 12 d'agost del 875 havent designat el seu cosí Carloman de Baviera com a hereu, però amb el suport del Papa Joan VIII, Carles el Calb, rei de Frància Occidental va desplaçar-se ràpidament a Itàlia per ser coronat rei d'Itàlia i emperador. Lluís el Germànic, el pare de Carloman, va venjar-se atacant i saquejant els dominis de Carles, que fou coronat el dia de Nadal del 875. El ducat de Vienne o Borgonya Cisjurana fou donat al seu cunyat Bosó i es va veure obligat a tornar immediatament a França.

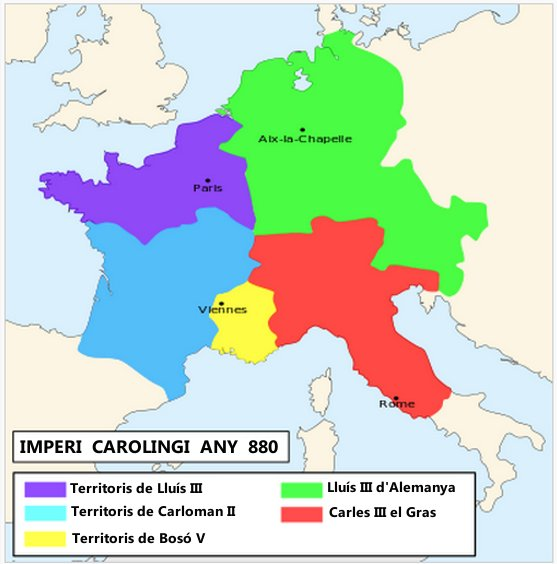
Imperi carolingi, en groc els territoris de Bosó de Provença

El 15 d'octubre del 879 diversos magnats, grans eclesiàstics i senyors es van reunir en assemblea a castell de Mantaille (entre Anneyron i Châteauneuf-de-Galaure a la Droma) per escollir l'home més apte per protegir el país i l'Església. Fou escollit Bosó i es va decidir la restauració del regne de Borgonya del que fou nomenat rei; el regne estava format principalment per les grans possessions de Bosó i de les diòcesis de sis arquebisbes i disset bisbes presents (Aix, Arle, Autun, Avignon, Beaune, Besançon, Chalon, Dijon, Genève, Grenoble, Langres, Lausanne, Lyon, Macon, Marsella, Tarentaise, Tonnerre, Troyes, Valence i Vienne). El 15 d'octubre del 879 Bosó esdevingué rei de Borgonya i fou coronat pocs dies després a Lió per Aurelià, l'arquebisbe local. La capital es va instal·lar a Viena del Delfinat.
El 880 Ricard I de Borgonya va entrar en guerra contra el seu germà Bosó, i després d'apoderar-se de Lió, assetjà Viena del Delfinat. Bosó es va refugiar amb les seves tropes a les muntanyes deixant la defensa de la ciutat en mans d'Ermengarda de Provença. Quan Carles III el Gras va marxar per ser coronat d'rei d'Itàlia, Lluís III i Carloman II van abandonar el setge permetent el retorn de Bosó a la seva capital. Carles III el Gras, elegit emperador d'Occident, va reprendre la guerra en 881 i les tropes de Carloman II van retornar al setge de Viena, però a la mort Lluís III va aixecar el setge per anar a recollir la successió, però les tropes de Carles III van aconseguir conquerir la vila que fou saquejada i incendiada. Ricard va agafar sota la seva protecció a la seva cunyada Ermengarda, a la seva neboda Engelberga, i al seu nebot, el futur emperador Lluís III, i els porta a Autun, mentre Bosó es refugia a Provença. El 883, rebé el comtat d'Autun, com agraïment pels seus serveis.
A la mort de Bosó en 887, el seu fill Lluís era un infant i el seu germà Ricard el Justicier va heretar els seus honors i es va declarar el protector del seu nebot Lluís i es va apoderar del govern dels estats de Bosó. L'emperador Carles el Gras era l'únic sobirà regnant en posició d'oposar-se als drets de Lluís, i privat d'hereu legítim, Carles el Gras va adoptar Lluís com a fill, i li va concedir el títol de rei, cosa que li va permetre de retornar i regnar a Provença sota regència de sa mare Ermengarda de Provença. En 911 va deixar el govern efectiu a Hug d'Arle que va governar des d'Arle i va rebre el títol de comte i marques de Provença.

### Ducs beneficiaris

Els pagus del Ducat de Borgonya al segle IX

Ricard el Justicier el 898 fou autoritzat pel rei Odó I de França a fusionar els seus comtats i prengué el títol de marquès de Borgonya i en 918 com a duc de Borgonya, i va poder exercir una quantitat creixent de poder sobre el seu territori, que comprenia l'Autunais, Beaunois, Avalois, Lassois, Dijonais, Memontois, Atuyer, Oscheret, Auxois, Duesmois, Auxerrois, Nevernais, Chaunois i Massois. Sota Ricard, aquests territoris van rebre la llei i l'ordre, protegits dels normands i van servir de refugi per als monjos perseguits.
Sota Raül I, el fill de Ricard i duc des de 921, Borgonya va tenir una posició de prominència a França, quan es va convertir en rei de França el 923 quan va esdevenir rei de França després de la batalla de Soissons en la que es va destronar Carles III de França, intervenint el 931 i 932 en els afers de la Baixa Borgonya, donant el Regne de la Baixa Borgonya a Rodolf II de Borgonya i el Comtat de Viena a Carles Constantí de Viena, el fill de Lluís el Cec, però va morir sense descendència l'any 936.
Sota Hug el Negre, els robertins, que ostentaven el títol de dux Francorum, amb la voluntat de millorar la seva posició a França contra els reis carolingis, va intentar sotmetre el ducat a la seva sobirania, però van haver de mantenir Borgonya com un ducat separat. Gilbert de Chalon, que va governar en nom de la seva esposa Ermengarda de Borgonya, germana d'Hug el Negre, es va mantenir distanciat de les lluites de poder entre carolingis i robertins, va haver d'acceptar la sobirania d'Hug el Gran, comte de París, el 955.
Dos germans d'Hug I de França, el primer rei capet de França, van prendre el govern de Borgonya com a ducs, primer Otó I de Borgonya i després Enric I de Borgonya, que van mantenir la independència del ducat, però la mort d'aquest últim sense fills va ser un moment determinant en la història del ducat.

### El Regne d'Arle
A la mort de Lluís III el Cec el 928, Hug d'Arle va renunciar a la Borgonya Cisjurana i Provença en favor de Rodolf II de Borgonya a canvi de la renúncia d'aquest al regne d'Itàlia, i el 934 Rodolf va reunir els dos regnes, que es va anomenar regne de les Dues Borgonyes i després del 937 com a regne d'Arle per la capital.

### Crisi successòria
Enric I de Borgonya va morir l'any 1002 a Palestina poc després d'acabar la Primera Croada deixant dos possibles hereus: el seu nebot Robert II de França i el seu fillastre Otó Guillem de Borgonya, vassall de l'emperador del Sacre Germànic, a qui Enric havia adoptat i nomenat el seu hereu. Robert va reclamar el ducat pels seus drets duals com a senyor feudal i parent de sang més proper del difunt, Otó Guillem va disputar la seva reclamació i començar una guerra. Amb l'ajuda de les tropes prestades per Ricard II de Normandia la primavera de 1003 va envair Borgonya fracassant al Comtat d'Auxerre. El 1004, Robert II va assetjar Beaune, i amb el Comtat d'Autun i Beaune controlats per Robert, Otó Guillem es va veure forçat a negociar. El 1005, Robert II, els seus homes, i els normands eren de nou al nord del ducat, i conjuntament amb Otto-Guillem van prendre el comtat d'Avallon, i el comte Landry de Nevers finalment es va reconciliar amb el rei renunciant als comtats d'Avallon i Auxerre. Al final dels acords de 1005–1006, Otó Guillem havia renunciat al títol ducal de Borgonya i a totes les possessions del seu difunt padrastre, que va tornar a la Corona, excepte la ciutat de Dijon, encara en poder de Brunon de Roucy.
La dinastia inicial dels ducs de Borgonya es va extingir el 1026, amb la mort sense descendents de l'hereu de la casa, el duc Otó Guillem de Borgonya. Però el ducat ja havia estat annexionat al 1016 per Enric I, que va esdevenir duc al 1016. Enric va concedir el ducat al seu germà Robert, que fundà la branca de la dinastia dels Capets. D'aquesta línia descendent prové Alfons VII de Lleó, fill de Ramon de Borgonya i d'Urraca, reina de Lleó, Galícia i Castella, filla i hereva de Alfons VI de Lleó. El nebot d'Alfons VII de Lleó, Alfonso Enríquez, va ser el primer rei de Portugal. L'últim representant de la casa va ser Felip de Rouvres, que va morir de pesta el 1361. El ducat va passar a la corona francesa i dos anys més tard Joan II de França li va concedir el títol al seu fill més petit, Felip. Felip es va casar amb Margarita III de Flandes i a través d'aquesta unió el ducat de Borgonya es va unir al Comtat de Flandes, Artois, Nevers, Rethel i als ducats de Brabant i Limburg.
L'última duquessa de la Borgonya independent va ser Maria de Valois, que es va casar amb Maximilià I d'Àustria. En les capitulacions matrimonials es va estipular que el seu segon fill seria qui heretés els territoris materns, però Maria va morir en un accident de cavall abans que això pogués passar. El rei Lluís XI de França havia arrabassat el ducat als Valois-Borgonya un cop mort Carles el Temerari -pare de Maria- i es va extingir la branca masculina i amb ella el apanage. Maria i Maximilià van sostenir una guerra pel ducat que va acabar quan ella va morir i es va signar la pau de Senlis. Per la mateixa pau, el ducat de Borgonya va ser incorporat a França, mentre que la part dels Països Baixos van passar a la casa d'Àustria.

## Llista de ducs

### Bosonides
- 880-921: Ricard I de Borgonya, comte d'Autun
- 921-923: Raül I de França, fill de l'anterior i rei de França
- 923-952: Hug de Borgonya, germà de l'anterior
- 952-956: Gilbert de Châlon, gendre de l'anterior

### Robertins(Dinastia Capet)
- 956-965: Otó I de Borgonya, fill d'Hug el Gran
- 965-1002: Enric I de Borgonya, germà de l'anterior

el 1002 el comtat de Borgonya és annexionat a França
nominal 1002-1004: Otó-Guillem de Borgonya, fill d'Adalbert d'Itàlia

### Dinastia Capet

Escut d'armes del ducat de Borgonya

- 1032-1076: Robert I de Borgonya, fill de Robert II de França
- 1076-1079: Hug I de Borgonya, net de l'anterior
- 1079-1102: Eudes I de Borgonya, germà de l'anterior
- 1102-1143: Hug II de Borgonya, fill de l'anterior
- 1143-1162: Eudes II de Borgonya, fill de l'anterior
- 1162-1192: Hug III de Borgonya, fill de l'anterior
- 1192-1218: Eudes III de Borgonya, fill de l'anterior
- 1218-1272: Hug IV de Borgonya, fill de l'anterior
- 1272-1306: Robert II de Borgonya, fill de l'anterior
- 1306-1315: Hug V de Borgonya, fill de l'anterior
- 1315-1349: Eudes IV de Borgonya, germà de l'anterior
- 1349-1361: Felip I de Borgonya, net de l'anterior

### Dinastia Valois

Escut d'armes dels ducs Valois de Borgonya

- 1364-1404: Felip II, fill de Joan II de França
- 1404-1419: Joan I Sense Por, fill de l'anterior
- 1419-1467: Felip III el Bo, fill de l'anterior
- 1467-1477: Carles I el Temerari, fill de l'anterior
- 1477-1482: Maria de Borgonya, filla de l'anterior, casada el 1477 amb Maximilià I d'Habsburg

el 1477 la Corona francesa ocupa el ducat de Borgonya i és annexionat a la corona. Els Habsburg passaran a controlar tan sols els Països Baixos, tot i que continuaran utilitzant el títol de duc de Borgonya 

### Dinastia Habsburg- Primer període
- 1482-1506: Felip IV de Borgonya (Felip I de Castella), fill de l'anterior i rei de Castella
- 1506-1555: Carles II de Borgonya (Carles I de Castella), fill de l'anterior, rei de Castella i emperador del Sacre Imperi Romanogermànic
- 1555-1598: Felip V de Borgonya (Felip II de Castella), fill de l'anterior i rei de Castella
- 1598-1621: Felip VI de Borgonya (Felip III de Castella), fill de l'anterior i rei de Castella
- 1621-1665: Felip VII de Borgonya (Felip IV de Castella), fill de l'anterior i rei de Castella
- 1665-1700: Carles III de Borgonya (Carles II de Castella), fill de l'anterior i rei de Castella

### Dinastia Borbó
- 1700-1706: Lluís I de Borgonya, net de Lluís XIV de França i germà de Felip V d'Espanya

### Dinastia Habsburg - Segon període
- 1713-1740: Carles IV de Borgonya (Arxiduc Carles d'Àustria), fill de Leopold I d'Habsburg i rei d'Aragó i emperador
- 1740-1780: Maria Teresa de Borgonya (Maria Teresa d'Habsburg), filla de l'anterior i emperadriu
- 1780-1790: Josep I de Borgonya (Josep II d'Àustria), fill de l'anterior i emperador
- 1790-1792: Leopold I de Borgonya (Leopold II d'Àustria), fill de l'anterior i emperador
- 1792-1795: Francesc I de Borgonya (Francesc II d'Àustria), fill de l'anterior i emperador